# زنبورخوار
زنبورخواران (نام علمی: Meropidae) نام یک تیره از راسته سبزقباسانان است که شامل سه دسته و ۲۷ گونه مختلف است. بیشتر گونه‌ها در آفریقا و آسیا یافت می‌شوند، برخی گونه‌ها در جنوب اروپا، استرالیا و گینه‌نو نیز یافت شده‌اند. زنبورخواران با پرهای رنگارنگ، بدن باریک، و عموماً پرهای میانی دراز  در دم خود شناخته می‌شوند. نوک آنها عموماً به پایین کشیده شده و بال‌های متوسط تا دراز دارند. جنس نر و ماده این گونه از پرندگان شبیه هم هستند.
همان‌طور که از اسم آنها مشخص است، منبع تغذیه این گونه از پرندگان انواع زنبور (باعسل یا بی‌عسل) است. زنبورخوارها نیش طعمۀ خود را با ضربه‌های پی‌درپی و مالیدن خارج می‌کنند.
از این تیره از پرندگان تنها ۳ گونه در ایران یافت می شود که عبارتند از : زنبورخوار سبز یا Asian Green Bee-eater و زنبورخوار گلو خرمایی یا Persian Bee-eater و زنبورخوار معمولی یا European Bee-eater .

## طبقه‌بندی
- سرده: Nyctyornis
  - زنبورخوار ریش‌قرمز Nyctyornis amictus
  - Nyctyornis athertoni
- سرده:  Meropogon 
  - Meropogon forsteni
- سرده: زنبورخوار
  - زنبورخوار آراسته Merops ornatus
  - زنبورخوار دم‌آبی Merops philippinus
  - زنبورخوار سبز Merops orientalis
  - زنبورخوار کارماین شمالی Merops nubicus
  - زنبورخوار گلوخرمایی Merops persicus
  - زنبورخوار گلوسفید Merops albicollis
  - زنبورخوار ماداگاسکار Merops superciliosus
  - زنبورخوار مشکی Merops gularis
  - زنبورخوار اروپایی Merops apiaster
  - Merops boehmi
  - Merops breweri
  - Merops bullockoides
  - Merops bulocki
  - Merops hirundinaeus
  - Merops leschenaulti
  - Merops malimbicus
  - Merops mentalis
  - Merops muelleri
  - Merops nubicoides
  - Merops oreobates
  - Merops pusillus
  - Merops revoilii
  - Merops variegatus
  - Merops viridis

## نگارخانه
- زنبورخوار ریش‌قرمز (Nyctyornis amictus)
- زنبورخوار سبز (Merops orientalis)
- Swallow-tailed bee-eater (Merops hirundineus)
- زنبورخوار دم‌آبی (Merops philippinus)
- زنبورخوار معمولی (Merops apiaster)
- Rainbow bee-eater (Merops ornatus)
- Little bee-eater (Merops pusillus)

1. ↑  کتاب راهنمای پرندگان ایران نوشته جمشید منصوری.